# Evodio Velázquez Aguirre
Jesús Evodio Velázquez Aguirre (Acapulco de Juárez, Guerrero, 2 de febrero de 1978) es un político mexicano, miembro del Partido de la Revolución Democrática. Ha sido diputado federal y local, así como secretario general de su partido en el estado de Guerrero. Fue presidente municipal de Acapulco de Juárez entre 2015 y 2018.

## Biografía
Cursó sus estudios básicos en la secundaria pública Técnica 1 y posteriormente en el CBTis 14, en Acapulco. Posteriormente cursa la licenciatura de Economía en el Instituto Politécnico Nacional en la Ciudad de México. Sin embargo, tras haber tenido que regresar a Acapulco, se titula en la Unidad Académica de Ciencias Sociales de la Universidad Autónoma de Guerrero.
En 2003, fue director general de Estadística e Informática en la Secretaría de la Juventud del Gobierno de Guerrero. En 2006, se desempeñó como diputado Federal del PRD por el método de representación proporcional por la Cuarta Circunscripción en la LX Legislatura del Congreso de la Unión. Después fue diputado local representando al XVI Distrito Electoral de Acapulco en la LIX Legislatura del Congreso del Estado de Guerrero.  En 2011, fue elegido Secretario General Estatal del PRD.
El 11 de junio de 2015, recibió la constancia de mayoría por parte del Instituto Electoral de Participación Ciudadana del estado de Guerrero luego de haber competido por la presidencia municipal de Acapulco de Juárez a través de la alianza PRD-PT en las elecciones de 2015. Tomó protesta del cargo oficialmente el 1 de octubre de 2015 para el periodo 2015 - 2018.